# Ch. Comiot

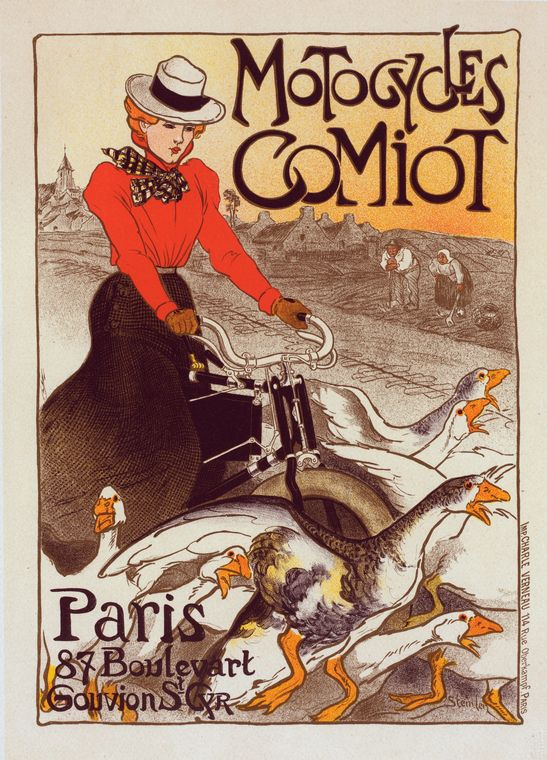
Werbeplakat des Unternehmens, erstellt durch Théophile-Alexandre Steinlen.

Ch. Comiot war ein französischer Hersteller von Automobilen.

## Unternehmensgeschichte
Herr Comiot nahm 1897 auf einem De-Dion-Bouton-Motordreirad am Autorennen von Paris nach Dieppe teil und belegte den 17. Platz. Im Jahr darauf gründete er sein eigenes Unternehmen. Der Sitz war am Boulevard Gouvion-Saint-Cyr 87 im 17. Arrondissement von Paris. Die Produktion von Automobilen begann. Der Markenname lautete Comiot. 1904 endete die Produktion.

## Fahrzeuge
Bei den Fahrzeugen handelte es sich überwiegend um Dreiräder mit einem einzelnen Vorderrad. Außerdem entstanden einige vierrädrige Fahrzeuge. Viele Teile wurden von anderen Unternehmen bezogen. So kam der Einzylindermotor von De Dion-Bouton.